# Guo Yuehua
Guo Yuehua (Xiamen; 4 de febrero de 1956) es un jugador profesional de tenis de mesa chino que entre 1977 y 1983 ganó muchas medallas en el Campeonato Mundial de Tenis de Mesa.
En los partidos de dobles masculino y dobles mixto formó pareja con su compatriota la también china Ni Xialian.